# Stefano Lepri
Stefano Lepri (Firenze, 1º giugno 1950) è un giornalista italiano.

## Biografia
Dopo essersi laureato in filosofia con una tesi sull'economista inglese Thomas Hodgskin, nel 1974 inizia la carriera giornalistica a Paese Sera. Nel 1981 approda alla redazione romana de La Stampa, dove tuttora scrive in qualità di editorialista. Dal 1999 al 2002 è stato redattore capo di Global FP, edizione italiana di Foreign Policy. Dal 2004 al 2016 ha insegnato giornalismo economico presso la Sapienza Università di Roma.
Nel 2008 ha scritto La Finanziaria siamo noi, un libro che analizza nel dettaglio il funzionamento della legge di stabilità.
Nel 2012 ha scritto il libro-intervista con Susanna Camusso Il lavoro perduto pubblicato con Editori Laterza.